# 程世昌
程世昌（1596年—1654年），字全甫，號韋菴，河南汝寧府光山縣人，明朝、南明政治人物。

## 生平
曾祖程纯，官行人。
程世昌是天啟七年（1627年）舉人，到崇禎四年（1631年）成辛未科進士，吏部观政，六年獲授刑部贵州司主事，八年升四川司員外郎，多次平反案件；之後轉為廣平知府，改革津梁、保馬和驛遞，捐二千金修建學府讓士人學習，又疏通滏水周城，讓盜寇不敢侵犯。十二年丁忧去职。十五年起复，調任平陽知府，之後當地士兵鼓噪，程世昌了解原因後平息事件；十六年再陞為徽寧池太副使，修葺翠微亭，與本地文人飲酒賦詩。左良玉帶兵到李陽河，他帶來牛酒犒賞士兵，誠懇地對待左良玉和部下，良玉不覺地移坐向前，收調軍隊。崇禎十七年（1644年）正月，假武官王夢旭掠奪商人，侮辱關吏，程世昌就將此人正法；又斬殺青賊姜子明，聲威突出。
南明弘光時，鄭崑貞、左懋第互相推薦下，在六月獲任命為僉都御史，巡撫應天，十二月调任上江巡撫及安慶巡抚兼督糧務，駐扎池州。阮大鋮來到，他沒有不親自回覆，令阮大鋮怨恨，打算嚴厲懲處，他則辭官而歸。南京失守，清朝任命他为太常寺卿，他隱居湖州，憂鬱而終。

## 引用
1. 1 2  錢海岳《南明史·卷三十三·列傳第九》：程世昌，字全甫，光山人。崇禎四年進士。授刑部主事，轉員外郎，治獄多平反。遷廣平知府，革津梁、保馬、驛遞派擾，捐二千金修學府，聚士課業，決滏水周城，寇不敢犯。調平陽，營兵噪，諭之息變。陞徽寧池太副使，葺翠微亭，與郡人舉文酒之會。
2. ↑  民國《光山縣志約稿·卷二·人物志》：……（天啟）丁卯（舉人）……程世昌……
3. ↑  《崇祯四年辛未科三百五十名进士履历》：程世昌，韋菴，易五房，丁未九月初九日生。光山人，丁卯八名，會三十六，二甲六十五名。吏部政，癸酉授刑部贵州司主事，乙亥升四川司员外，丙子升广平知府，己卯丁忧。曾祖纯，行人。祖可大。父遠，庠生。
4. ↑  章廷珪 修，范安治 等纂《雍正平陽府志·卷之十九·職官上－知府》
5. ↑  錢海岳《南明史·卷三十三·列傳第九》：左良玉兵至李陽河，以牛酒犒師，披誠相見，良玉不覺前席，為之斂兵。十七年正月，假弁王夢旭掠民商，辱關吏，執而置之法。又斬青賊姜子明，威惠甚著。鄭崑貞、左懋第交薦，六月，以僉都御史巡撫應、安兼督糧，請駐池州。阮大鋮至，不親答，憾之，將重處，旋加太常卿。南京亡，隱湖州，抑抑卒。